# Frédéric Deloffre
Pour les articles homonymes, voir Deloffre.
Frédéric Deloffre, né le 27 juillet 1921 à Aniche et mort le 4 avril 2008 à Antony, est un universitaire et critique littéraire français. Grand spécialiste de la littérature du XVIIIe siècle, il est l'auteur d'une thèse sur Marivaux et a édité de nombreux textes littéraires. Marqué à droite en France, il est l'un des fondateurs de l'Union nationale inter-universitaire (UNI).

## Biographie
Il est admis au concours d'entrée à l'École normale supérieure en 1941 et obtient l'agrégation de grammaire en 1944. Il enseigne d'abord à Lille, à Lyon et à Sarrebruck. En 1955, il soutient une thèse de doctorat sur Marivaux. De 1962 à 1987, il est professeur d'histoire de la langue française à la Sorbonne, puis à l'université Paris-IV Sorbonne.
En mai 1968, il s'oppose aux manifestations qui agitent les universités. Membre du Syndicat autonome des Lettres, il s'oppose au Snesup, syndicat majoritaire marqué à gauche. Il critique la politique du ministre de l'Éducation nationale Edgar Faure et participe à la fondation de l'Union nationale inter-universitaire, créée en janvier 1969. En avril 1971, il cosigne l'« appel aux enseignants » lancé par l'Institut d'études occidentales après la démission de Robert Flacelière de la direction de l'École normale supérieure.
Il a par ailleurs appartenu au comité d'honneur de l'Institut d'études occidentales et à celui de Nouvelle École.
Frédéric Deloffre est l'éditeur dans la Bibliothèque de la Pléiade de la correspondance active complète de Voltaire (13 volumes) et de ses romans et contes (1979). Il a également édité le théâtre complet (Classiques Garnier, 1968), les romans, les œuvres de jeunesse oubliées (Bibliothèque de la Pléiade, 1972) et les écrits journalistiques de Marivaux (1969).
Avec Melahat Menemencioglu, il reçoit le prix Marie-Eugène Simon-Henri-Martin de l’Académie française en 1979 pour le Journal d’un voyage fait aux Indes Orientales (1690-1691) par Robert Challe, écrivain du Roi